# Borja Lacalle
Pour les articles homonymes, voir Lacalle.
Borja Lacalle Álvarez né le 21 mai 2001, est un joueur espagnol de hockey sur gazon. Il évolue au Club Campo de Madrid et avec l'équipe nationale espagnole.

## Carrière
Il a débuté en équipe première le 14 mai 2022 contre l'Argentine à Valence lors de la Ligue professionnelle 2021-2022.